# Shahade
Shahade is een nagar panchayat (plaats) in het district Nandurbar van de Indiase staat Maharashtra. 

## Demografie
Volgens de Indiase volkstelling van 2001 wonen er 49.697 mensen in Shahade, waarvan 52% mannelijk en 48% vrouwelijk is. De plaats heeft een alfabetiseringsgraad van 71%. 